# Каратэномити
Каратэномити, каратэномичи (яп. 空手之道, буквально — путь пустой руки) — японское ударно-бросковое единоборство, основанное мастером каратэ Микио Яхарой (10 дан каратэ, 2 дан дзюдо).

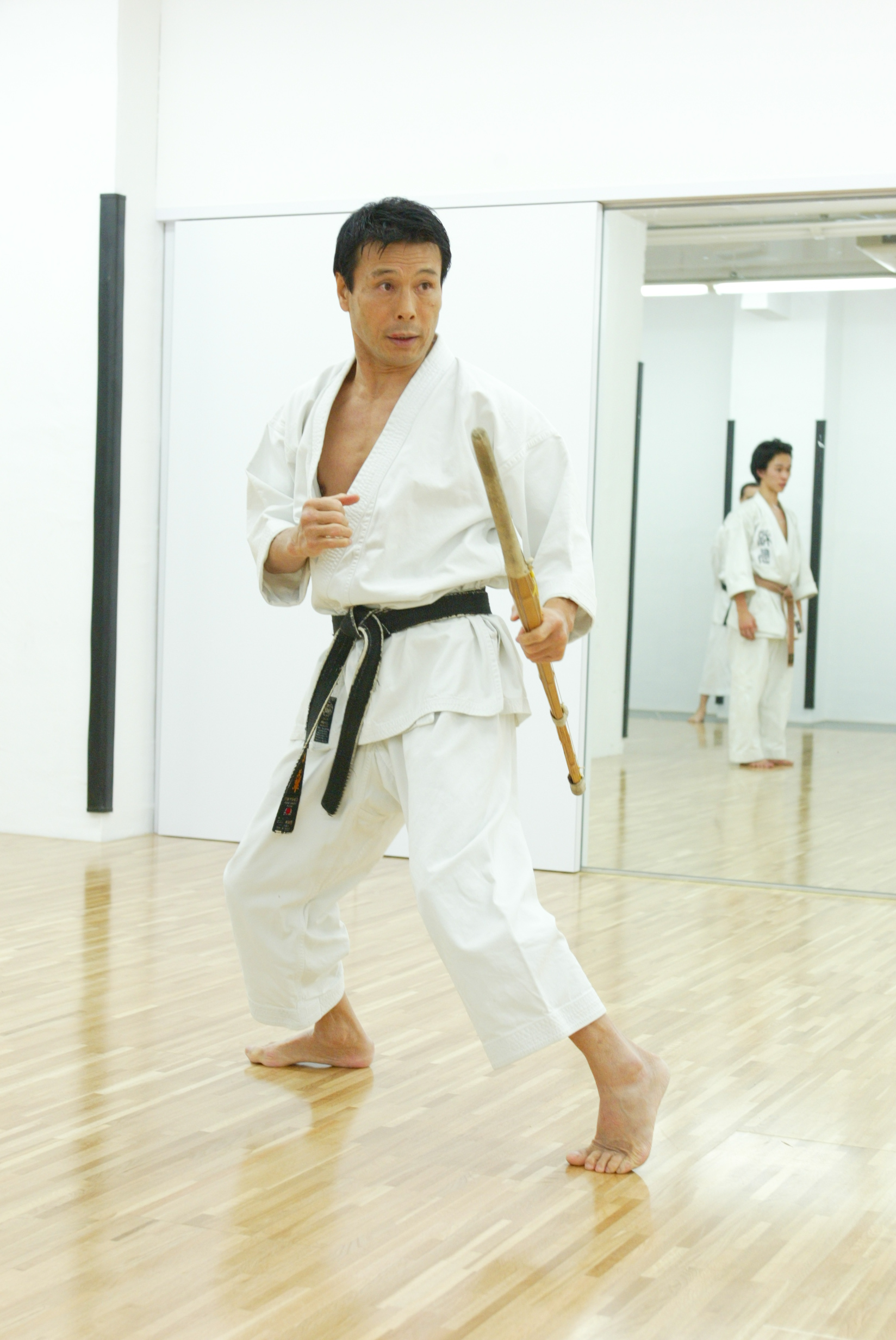
Основатель каратэномичи Микио Яхара

Логотип каратэномичи был разработан Ёдзи Ямамото в 2000 году, состоит из четырёх черных параллельных вертикальных полос на белом фоне. Эмблема носит абстрактный характер и символизирует 4 дисциплины каратэномичи: базовую технику (кихон), комплексы технических приёмов (ката), поединки (кумитэ), тест на силу удара (тамэсивари).

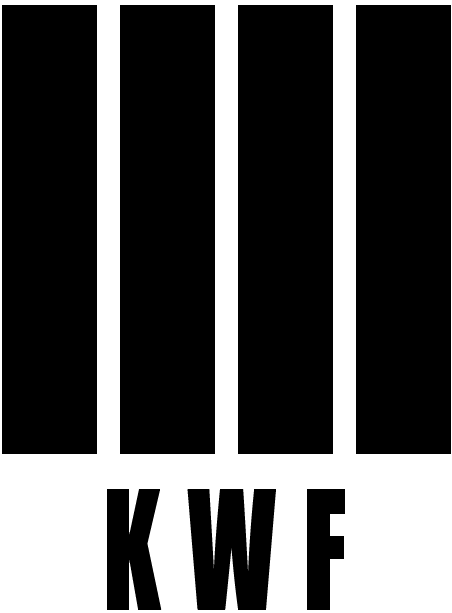
Логотип KWF

## История
В 1970-е и 1980-е годы Микио Яхара выигрывал чемпионаты мира (IAKF) и Японии (JKA) по каратэ в личных и командных соревнованиях. В соревнованиях по кумитэ его часто дисквалифицировали за то, что он отправлял соперников в нокаут.
В 1973 году Микио Яхара создал Международную службу безопасности (International Security Service, ISS), первую в Японии компанию, специализирующуюся на личной охране VIP. Свою методику обучения каратэ он применял для подготовки сотрудников ISS.
В 2000 году была создана Всемирная федерация каратэномичи (Karatenomichi World Federation, KWF). В состав KWF вошли организации каратэ из более чем 40 стран. Председателем избрали Ёдзи Ямамото, главным инструктором — Микио Яхару, заместителями главного инструктора — Акихито Исаку и Малькольма Дорфмана.
Сегодня председателем KWF является Тосио Танака. География участников расширилась до 63 стран.

## Особенности стиля
В обучении каратэномичи акцент ставится не только на соревновательную подготовку, но и на изучение приёмов самообороны против соперников, владеющих разными видами единоборств. Это стало возможным благодаря тому, что сам основатель имеет не только спортивные титулы, но и богатый опыт применения приёмов единоборств в жизни. В отличие от каратэ сётокан, большое внимание в каратэномичи уделяется функциональной подготовке.

По мнению Микио Яхары, философия каратэ заключена в принципе «иккэн хиссацу» (яп. 一拳必殺, буквально — поразить наверняка одним ударом). 
У каратэ нет философии. Некоторые говорят, что вся традиция каратэ вышла из буддизма, что оно имеет какое-то отношение к абсолюту, космосу и вселенной. Но я не очень верю в подобные вещи. Моя философия только в том, чтобы при встрече с противником я мог поразить его одним ударом.

Микио Яхара

## Система поясов
Пояса в каратэномичи делятся на ученические и мастерские.
Ученические пояса имеют 12 степеней (от 12-го до 1-го кю) и подразделяются на начальные (белый, жёлтый, оранжевый, зелёный), средние (два синих) и старшие (три коричневых).
| Кю | Цвет                           | Уровень   |
| -- | ------------------------------ | --------- |
| 12 | белый (с жёлтой полоской)      | начальный |
| 11 | белый (с красной полоской)     | начальный |
| 10 | жёлтый                         | начальный |
| 9  | жёлтый (с оранжевой полоской)  | начальный |
| 8  | оранжевый                      | начальный |
| 7  | оранжевый (с зелёной полоской) | начальный |
| 6  | зелёный                        | начальный |
| 5  | синий                          | средний   |
| 4  | синий                          | средний   |
| 3  | коричневый                     | старший   |
| 2  | коричневый                     | старший   |
| 1  | коричневый                     | старший   |

Мастерские пояса (чёрные) имеют 10 степеней (от 1-го до 10-го дана).
На соревнованиях соперники повязывают красный (ака) и белый (сиро) пояса.

## Соревнования
Соревнования по каратэномичи по праву считаются наиболее жёсткой версией сётокан каратэ.
Соревновательные дисциплины каратэномичи: кумитэ (поединки), ката (комплексы приёмов), тамэсивари (мощность ударов), фукуго (двоеборье), параката (адаптивное каратэ для людей с ограниченными возможностями).
Сейчас в России и мире соревнования по каратэномичи собирают большое количество участников с высоким уровнем подготовки.
Главные международные соревнования — Кубок мира (проводится 1 раз в 2 года). Главные континентальные соревнования — Кубок Европы.
Правила проведения поединков (кумитэ) позволяют спортсменам применять широкий арсенал технико-тактических действий: удары руками, локтями, ногами, бросковые приёмы. За проведение разрешённого приема, обладающего потенциалом нокаута, присуждается чистая победа.
На международной арене среди средств защиты применяются только перчатки, капа, паховый протектор (мужчины), защита груди (женщины). Однако в России для предотвращения травм дополнительно используются: шлем с маской, защита голени и стопы, жилет (до 17 лет включительно).

## Ката каратэномичи
В каратэномичи изучаются ката стиля каратэ сётокан, а также Яхара-ката, комплексы приёмов, разработанные Микио Яхарой (Сантэн рики хо но ката).
По степени сложности выполнения ката подразделяются на простые, сложные и высшие.

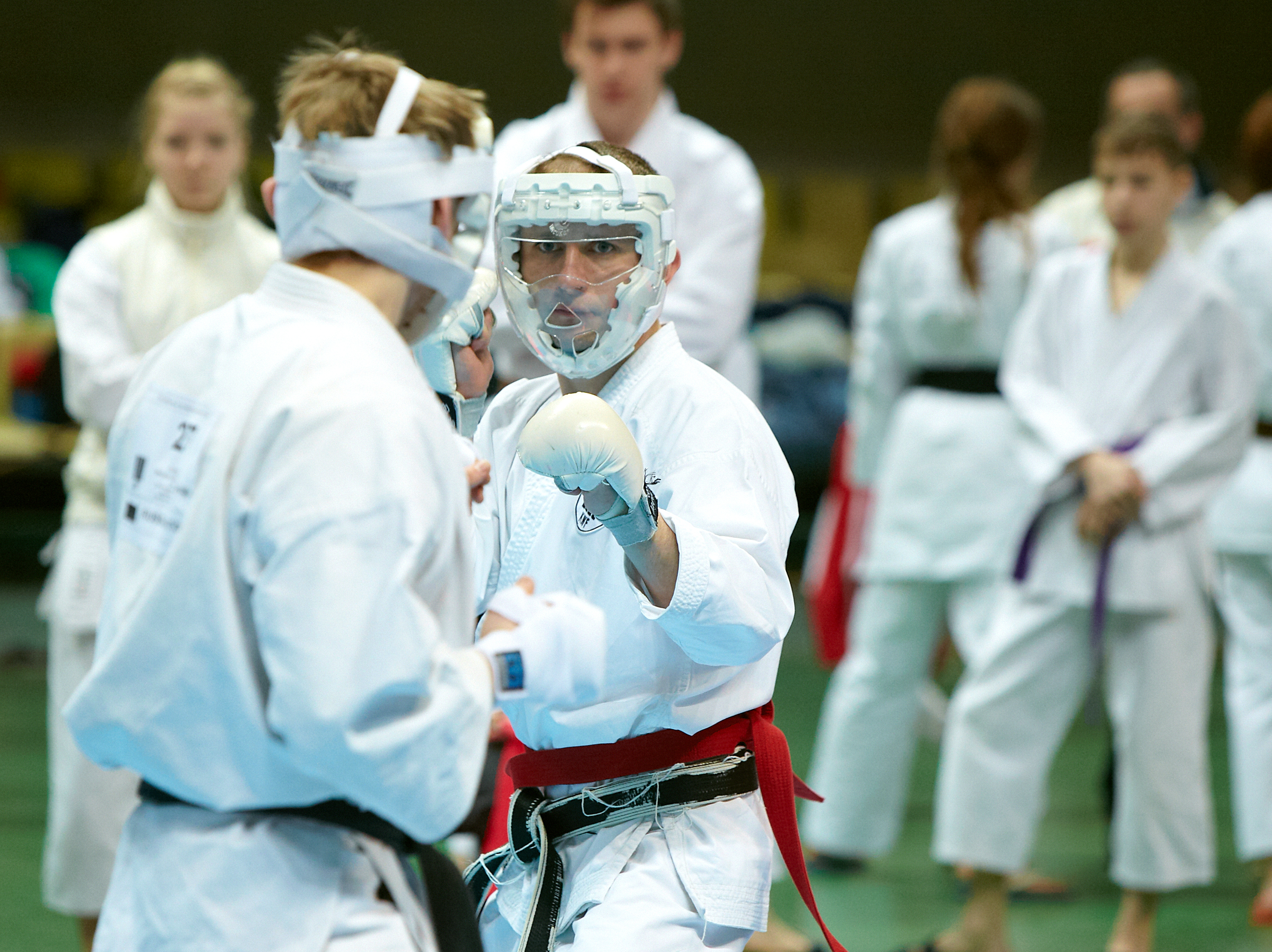
Всероссийские соревнования по каратэномичи 2016

| Стиль        | Степень сложности     | Наименование                    |
| ------------ | --------------------- | ------------------------------- |
| Сётокан      | простые (ситэй гата)  | Хэйан сёдан                     |
| Сётокан      | простые (ситэй гата)  | Хэйан нидан                     |
| Сётокан      | простые (ситэй гата)  | Хэйан сандан                    |
| Сётокан      | простые (ситэй гата)  | Хэйан ёндан                     |
| Сётокан      | простые (ситэй гата)  | Хэйан годан                     |
| Сётокан      | простые (ситэй гата)  | Тэкки сёдан                     |
| Сётокан      | сложные (сэнтэй гата) | Бассай дай                      |
| Сётокан      | сложные (сэнтэй гата) | Дзион                           |
| Сётокан      | сложные (сэнтэй гата) | Канку дай                       |
| Сётокан      | сложные (сэнтэй гата) | Эмпи                            |
| Сётокан      | высшие (токуй ката)   | Бассай сё                       |
| Сётокан      | высшие (токуй ката)   | Ванкан                          |
| Сётокан      | высшие (токуй ката)   | Ганкаку                         |
| Сётокан      | высшие (токуй ката)   | Годзюсихо дай                   |
| Сётокан      | высшие (токуй ката)   | Годзюсихо сё                    |
| Сётокан      | высшие (токуй ката)   | Дзиин                           |
| Сётокан      | высшие (токуй ката)   | Дзиттэ                          |
| Сётокан      | высшие (токуй ката)   | Канку сё                        |
| Сётокан      | высшие (токуй ката)   | Мэйкио                          |
| Сётокан      | высшие (токуй ката)   | Нидзюсихо                       |
| Сётокан      | высшие (токуй ката)   | Сотин                           |
| Сётокан      | высшие (токуй ката)   | Тинтэ                           |
| Сётокан      | высшие (токуй ката)   | Тэкки нидан                     |
| Сётокан      | высшие (токуй ката)   | Тэкки сандан                    |
| Сётокан      | высшие (токуй ката)   | Унсу                            |
| Сётокан      | высшие (токуй ката)   | Хангэцу                         |
| Сётокан      | высшие (токуй ката)   | Хякухатихо                      |
| каратэномити | сложные               | Сантэн рики хо но ката соно ити |
| каратэномити | высшие                | Сантэн рики хо но ката соно ни  |

## Каратэномичи в России
В России каратэномичи как отдельный вид развивается с 2002 года. В 2005 была зарегистрирована Общероссийская физкультурно-спортивная общественная организация «Федерация каратэномичи России» (ФКР). Президентом ФКР был избран Александр Чичварин (6-й дан, директор KWF по странам СНГ и Восточной Европы).
Ежегодно в России проходят учебно-тренировочные сборы с участием зарубежных специалистов. Микио Яхара лично провёл семинары в России в 2003, 2009, 2013, 2016 и 2017 годах.

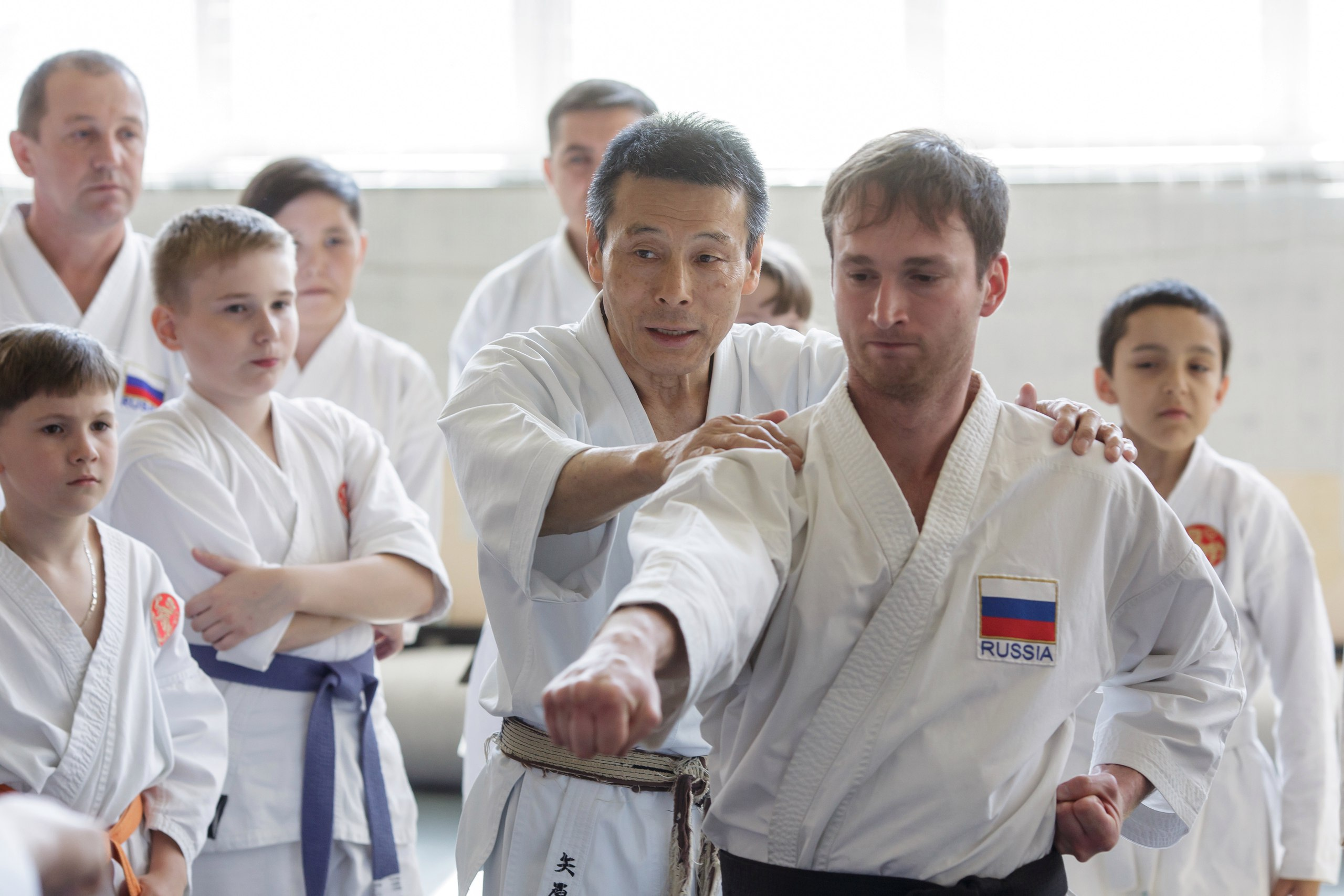
Микио Яхара проводит семинар в Иркутске (май 2017)

Ведущие российские тренеры регулярно проходят стажировку в учебно-методическом центре в Токио.
В международных соревнованиях российские атлеты принимают участие с 2004 года. Регулярные всероссийские соревнования проводятся ежегодно с 2004 года. Главные соревнования по каратэномичи в России: Всероссийские игры каратэ, Кубок Байкала, Международные соревнования на призы Федерации каратэномичи России.
Россия является одним из лидеров мирового движения каратэномичи. На Открытом Кубке Европы 2008 в Италии и на Кубке мира 2009 в Норвегии в общекомандном зачёте команда России занимала 2-е место. На Всемирных играх каратэ 2012 в Москве, Кубке мира 2013 в Дании, Кубке мира 2017 на Мальте и Кубке мира 2019 в Японии российская команда заняла 1-е место, опередив признанных лидеров — команды Великобритании, ЮАР и Японии.
Российская спортсменка Мария Рыбникова возглавляет мировой рейтинг в женском кумитэ (золото в кумитэ на Кубке мира 2019 в Токио, серебро в кумитэ на Кубке мира 2015 в Саппоро).
В технический комитет (сиханкай) мирового каратэномичи входит 37 экспертов, и четверо из них — россияне: Олег Бриленок (Саратов), Юрий Ряузов (Севастополь, Северодвинск), Евгений Сергеев (Владивосток), Александр Чичварин (Москва).
Федерация каратэномичи России также занимается реабилитацией и адаптацией к нормальной социальной среде людей с ограниченными возможностями посредством занятий адаптивным каратэ (паракаратэ). Департаментом паракаратэ ФКР руководит Сергей Семайкин. В 2018 года ФКР проводит соревнования по паракаратэ.
Федерация является членом Российского Союза боевых искусств.